# Saad Shaddad al-Asmari

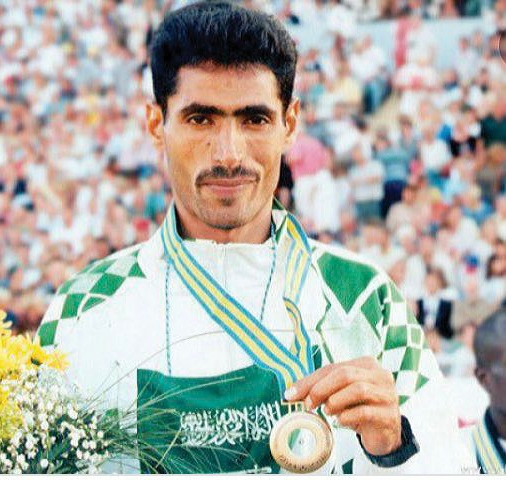
Saad Shaddad Al-Asmari, 1985

Saad Shaddad Al-Asmari (arabisch سعد شداد الأسمري, DMG Saʿd Šaddād al-Asmarī; * 24. September 1968) ist ein ehemaliger saudi-arabischer Langstreckenläufer, der sich auf den Hindernislauf spezialisiert hatte.
Sein bedeutendster Erfolg war der Gewinn der Bronzemedaille im Hindernislauf bei den Leichtathletik-Weltmeisterschaften 1995 in Göteborg. Hinter dem Titelverteidiger Moses Kiptanui und Christopher Koskei aus Kenia erreichte er das Ziel in Asienrekordzeit von 8:12,95 min. Al-Asmari war damit der erste saudi-arabische Leichtathlet, der eine Medaille bei Weltmeisterschaften erringen konnte. Bei den Leichtathletik-Weltmeisterschaften 1997 in Athen belegte er den vierten Rang.
Darüber hinaus wurde Al-Asmari im Hindernislauf jeweils dreimal Asienmeister (1993, 1995, 1998) und Panarabischer Meister (1993, 1997, 1999). Er siegte 1994 bei den Asienspielen und 1997 bei den Panarabischen Spielen. Abseits seiner Spezialdisziplin wurde er 1995 Asienmeister im 5000-Meter-Lauf und 1997 im Crosslauf.
Saad Shaddad Al-Asmari ist 1,85 m groß und hatte ein Wettkampfgewicht von 72 kg.

## Bestleistungen
- 3000 m Hindernis: 8:08,14 min, 16. Juli 2002, Stockholm

| Personendaten    | Personendaten                           |
| ---------------- | --------------------------------------- |
| NAME             | Asmari, Saad Shaddad Al-                |
| ALTERNATIVNAMEN  | سعد شداد الأسمري; Saʿd Šaddād al-Asmarī |
| KURZBESCHREIBUNG | saudi-arabischer Leichtathlet           |
| GEBURTSDATUM     | 24. September 1968                      |